# Kärntner Eishockey-Derby
Das Kärntner Eishockey-Derby ist das älteste Duell im österreichischen Eishockey. Dabei handelt es sich um die lokale Begegnung zwischen den beiden Kärntner Eishockey-Mannschaften EC KAC (Klagenfurt) und EC VSV (Villach), die beide die derzeit ältesten Teams der österreichischen Eishockey-Liga stellen.

## Geschichte
Das allererste Derby fand 1929 statt. Der EC VSV besiegte den EC KAC mit 3:1, wobei die Klagenfurter ohne Hockeyschuhe und Schützer angetreten waren. Die offizielle Derbystatistik begann mit dem Meisterschaftsspiel am 4. Jänner 1950. Der EC KAC gewann in Villach mit 7:2. In den ersten Jahren war es eine einseitige Sache für den KAC, erst am 10. Jänner 1959 gewann der EC VSV sein erstes Derby. Es endete in Villach mit 3:1 für die Hausherren. Vom 30. Jänner 1963 bis zum 11. Oktober 1977 mussten die Anhänger beider Clubs auf das nächste Aufeinandertreffen warten, da in dieser Zeit der EC VSV in der 2. Liga spielte.
Die längste Siegesserie, die jemals in der Derby-Geschichte verzeichnet worden ist, gelang dem EC VSV mit 17 aufeinanderfolgenden Siegen in einem Zeitraum von zwei Jahren und 21 Tagen (18. Februar 2005 bis 11. März 2007), wozu auch eine vollständige Saison (2005/06) ohne Niederlage zählte.

### Besondere Derbys
Am 9. Jänner 2010 wurde mit dem Kärntner Freiluft-Derby Geschichte im österreichischen Eishockey geschrieben. Die Begegnung (ein ansonsten herkömmliches Ligaspiel) wurde vor 30.500 Zusehern im Klagenfurter Wörthersee Stadion ausgetragen, was einen österreichischen Zuschauerrekord bei Ligaspielen bedeutete. Der geplante europaweite Zuschauerrekord für ein Ligaspiel wurde leider wenige Tage vor dem Derby bereits in Göteborg gebrochen. Die ersten 27.500 Karten wurden innerhalb 24 Stunden verkauft, die restlichen Karten kamen im Jänner in den freien Verkauf. Der EC VSV konnte das Spiel mit 3:1 für sich entscheiden.

## Besondere Statistiken
Der ewige Topscorer des Kärntner Derbys ist der Kanadier Edward Lebler, der insgesamt 69 Tore erzielen konnte (davon 56 für den EC KAC und 13 für den EC VSV).
Bester Österreicher ist der Villacher Peter Raffl, der 54 Mal für seinen Club traf. 
Insgesamt gab es bei den 359 Begegnungen 36 Shutouts, wovon der EC KAC 25 und der EC VSV 11 erzielte. Der höchste Sieg aller Zeiten datiert vom 27. Januar 1960, als der EC KAC den Lokalrivalen bei der insgesamt 18. Begegnung auf eigenem Eis mit 16:0 besiegte.